# ناحية أشكنان
ناحية أشكنان (بالفارسية: بخش اشكنان)، هي إحدى بلديات مقاطعة لامرد التابعة لمحافظة فارس في جنوب إيران، وتعد مدينة أشكنان مركز هذه البلدة، وتتبع هذه البلدة عدد من القرى الفرعية. وقد بلغ عدد سكان بلدة أشكنان حسب تعداد سنة 2006 حوالي 14,915, نسمة.